# Dominion (пісня)
«Dominion» — пісня британського, готик-рок-гурту, The Sisters of Mercy. Другий сингл з альбому Floodland, який був випущений у лютому 1988 року. Продюсерами пісні були Ендрю Елдріч та Джим Стейман. Пісня сягнула 7-го місця в Irish Singles Chart, 13-того місця в UK Singles Chart і 30-того місця в Billboard Dance Club Song Chart. Також пісня звучить на вигаданій радіо станції Liberty Rock Radio 97.8, і у грі Grand Theft Auto IV 2008 року.